# The Rime of the Ancient Mariner

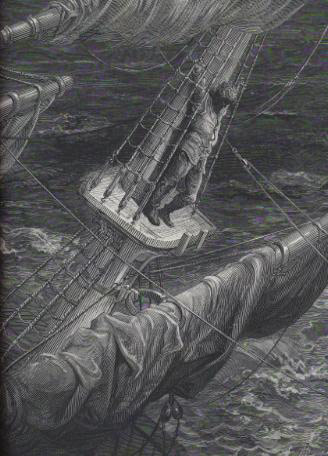
Gravura de Gustave Doré sobre o poema.

The Rime of the Ancient Mariner (O Conto do Velho Marinheiro) é um poema escrito pelo poeta inglês Samuel Taylor Coleridge entre 1797–1798, publicado na primeira edição do seu Lyrical Ballads (1798). É considerado um dos poemas mais importantes de Coleridge, que marca o início da Literatura romântica na Inglaterra.

## História
A obra relata eventos sobrenaturais vivenciados por um marinheiro durante uma longa viagem pelo mar. O marinheiro para um homem a caminho de uma cerimônia de casamento e começa a relatar sua história. A reação do convidado da cerimônia transforma-se de impaciência à fascinação com o desenrolar da história contada pelo marinheiro.
O que ele conta começa com seu barco em sua jornada. Apesar de tudo ocorrer bem no início, o barco é desviado do seu caminho durante uma tempestade e, direcionando-se ao sul, alcança a Antártica. Um albatroz aparece e guia os tripulantes para fora da Antártica. Apesar da ajuda do pássaro e do carinho que a tripulação agora tinha por ele, o marinheiro atira e mata o animal. Os outros estão irados com o marinheiro, por acharem que o albatroz havia trazido os ventos que os levaram para fora da Antártica. Entretanto, mudaram sua opinião quanto o clima se tornou mais agradável e o nevoeiro se dissipou. O crime despertou a ira dos espíritos sobrenaturais, que então passaram a perseguir o barco "a partir da terra do nevoeiro e da neve". O vento que inicialmente os levou para fora da terra da neve agora os havia levado para águas calmas. Agora eles estavam há dias parados, sem vento, e o estoque de suprimentos estava acabando.
A tripulação muda de ideias novamente, e culpa o marinheiro por sua sede ("água por todos os lados, nem uma gota para beber"). O barco então encontra um barco fantasma pelo caminho. A bordo estão "A Morte" (um esqueleto) e "O Pesadelo da Vida na Morte" (uma mulher pálida tal como morta), ambos jogando dados apostando as almas da tripulação. Eventualmente "A Morte" ganha a vida da tripulação e "A Vida na Morte" ganha a vida do marinheiro, um prêmio que ela considera mais valioso. Seu nome é um indício do destino do marinheiro: uma vida pior que a morte como punição por ter matado o albatroz.
Um a um, toda a tripulação morre, restando apenas o marinheiro, que vê por sete dias e noites a maldição nos olhos dos cadáveres de sua tripulação. Enquanto o marinheiro reza, o albatroz cai de seu ombro. Eis que, possuídos por bons espíritos, os corpos da tripulação levantam-se e guiam o barco para casa novamente, por fim afundando em um redemoinho. O único que não afunda com o barco é o marinheiro, que é avistado por um eremita na terra. Este, com a ajuda de um homem e seu filho, vai ao encontro do marinheiro em um barco. A princípio eles pensam que o marinheiro está morto, mas quando este passa a ajudar a remar o barco, seu filho enlouquece com a situação dizendo que o demônio sabe remar. 
Como pena por ter atirado no albatroz, o marinheiro é forçado a andar pelo mundo para contar sua história, e transmitir sua lição para quem encontrar pelo caminho.

## Cultura popular
A banda Iron Maiden adaptou o poema para uma canção homônima, faixa de encerramento do álbum Powerslave composta por Steve Harris 1984.